# Palos Brautfahrt
Palos Brautfahrt (Originaltitel: Palos brudefærd) ist ein halbdokumentarischer, dänischer Spielfilm aus dem Jahr 1934 nach einem Drehbuch des Polarforschers Knud Rasmussen. Regie führte der deutsche Ethnologe Friedrich Dalsheim. Der authentische Film behandelt die ostgrönländische Inuit-Kultur.

## Handlung
Die beiden befreundeten Robbenfänger Palo und Samo werben um die Hand der schönen Navarana, die sich von deren Avancen geschmeichelt fühlt. Als Samo nach einem Streit versucht Palo mit einem Speer anzugreifen, wird entschieden, dass die beiden Freier einen Gesangsstreit durchführen sollen. Der Sieger darf um Navaranas Hand anhalten. So kommt es, dass sich die beiden Rivalen vor den Augen der Dorfbewohner in einem Trommeltanz mit Gesang duellieren. Navaranas Familie bricht während des Gesangsstreits zu ihrem Winterwohnplatz auf. Im Wettstreit sticht Samo seinen Gegner nieder, als er droht, hoffnungslos zu unterliegen. Palo wird daraufhin von einem Schamanen gesund gepflegt. Nachdem er genesen ist, begibt Palo sich im Kajak auf die abenteuerliche Reise zu seiner Geliebten.

## Produktion
Palos brudefærd entstand im Rahmen von Knud Rasmussens Siebter Thule-Expedition im Jahr 1933. Der Polarforscher agierte nicht nur als Initiator des filmischen Projekts, sondern steuerte auch das Drehbuch bei und wählte die Darsteller aus, die die Lebensweise ihrer Eltern vor der Kolonisierung ab den 1890er Jahren nachstellen sollten. Da die Bevölkerung schon von 40 Jahren Kolonialismus geprägt war, mussten Margarine und Grammofone in den Häusern und Zelten versteckt werden, um die Illusion zu wahren. Der Film wurde an Originalschauplätzen im Kolonialdistrikt Angmagssalik im 35-mm-Format gedreht. Regie führte der deutsche Ethnologe Friedrich Dalsheim. Der dänische Komponist Emil Reesen steuerte die klassische Hintergrundmusik bei, die von der Königlichen Kapelle eingespielt wurde. Staatsminister Thorvald Stauning verlas eine Einleitung. Der Westgrönländer Manasse Mathæussen diente als Stuntman im Kajak. Drehbuchautor und Initiator Knud Rasmussen starb Ende des Jahres an den Folgen einer Fleischvergiftung, Grippe und Lungenentzündung und erlebte die Premiere des Films am 5. März 1934 nicht mehr.
Knud Rasmussens Manuskript wurde 1984 in der Tidsskriftet Grønland veröffentlicht. In derselben Ausgabe erschien eine Liste der Namen der Darsteller.

## Rezeption

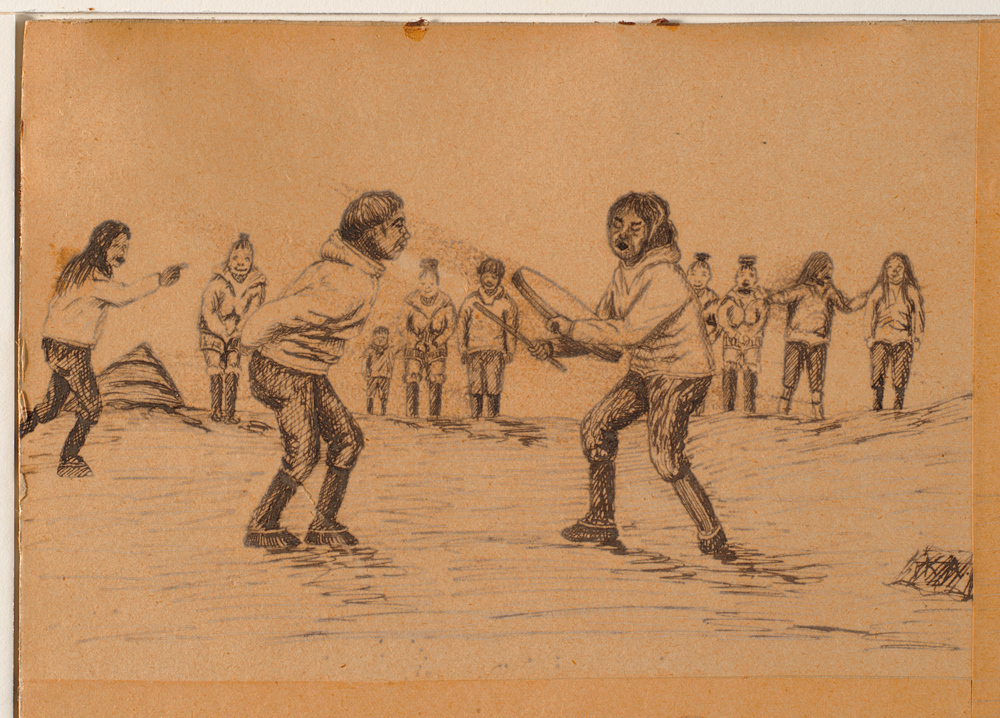
Kârale Andreassen: Ivertut (Trommeltanz mit Gesang)

Der Film gilt wegen seiner authentischen Alltagsszenen als bemerkenswert. Neben der Tradition des Trommeltanzes werden wesentliche Bestandteile der Inuit-Kultur wie die Robbenjagd im Kajak und Schamanismus sowie das Zusammenleben im Allgemeinen dargestellt. In einer Retrospektive im Rahmen der 51. Nordischen Filmtage Lübeck wurde der Film 2009 wie folgt beschrieben:

„Palos Brautfahrt zählt aufgrund seiner ethnografisch unverfälschten und kinematografisch wunderschönen Aufnahmen zu den Höhepunkten der filmischen Erfassung von Natur und Kultur Grönlands.“

1934 war Palos Brautfahrt bei den Filmfestspielen von Venedig für die erstmals verliehene Coppa Mussolini, den Vorgängerpreis des Goldenen Löwen, nominiert. 1937 wurde er vom National Board of Review in der Kategorie Bester fremdsprachiger Film vorgeschlagen.
Der Film wird häufig mit seinem stilistischen Vorgänger Nanuk, der Eskimo (1922) verglichen.
In einer ehemaligen Missionsstation entdeckte eine deutsche Seglerin ein Exemplar des Films, das sie nach Deutschland mitbrachte und auf der Carl von Ossietzky Universität Oldenburg restaurieren ließ. Das Landesmuseum für Natur und Mensch zeigte den Film am 26. Mai 2016 zusammen mit Werken des Malers Carl Rasmussen.